# قطعنامه ۳۳۷ شورای امنیت
قطعنامه ۳۳۷ شورای امنیت سازمان ملل متحد که در تاریخ ۱۵ اوت ۱۹۷۳ تصویب شد، سندی بین‌المللی دربارهٔ هواپیماربایی در خطوط هوایی لبنان است. این قطعنامه طی نشست ۱٬۷۴۰ام با ۱۵ موافق، ۰ مخالف و ۰ ممتنع تصویب شد.